# Lossy

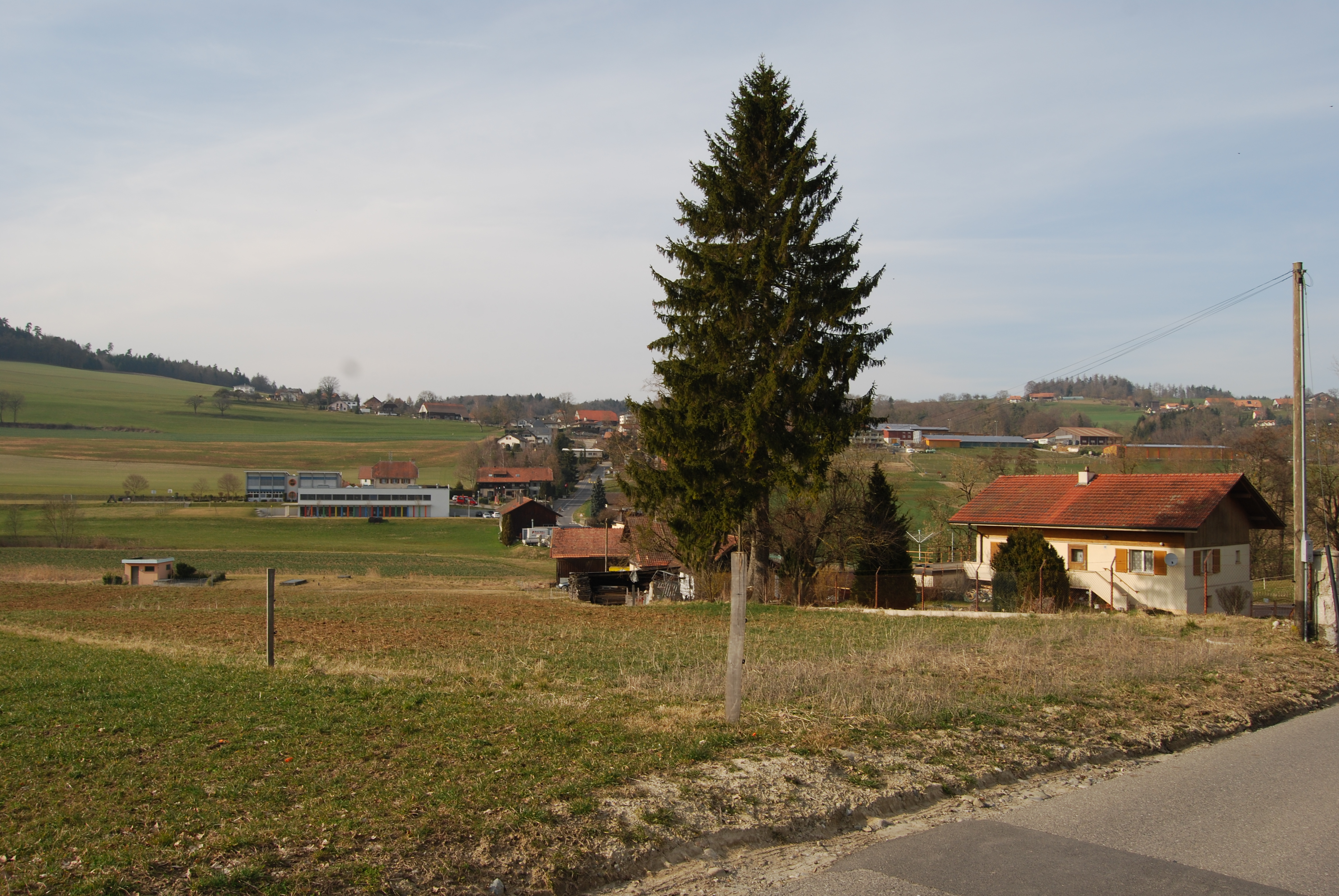
Lossy

Lossy is een dorpskern van de gemeente La Sonnaz, Zwitserland. De andere kernen zijn Formangueires, Cormagens en La Corbaz. Tot 1982 was het een zelfstandige gemeente die in dat jaar een fusie aanging met de gemeente Formangueires onder de naam Lossy-Formangueires. Beide gemeentes hadden al een gemeenschappelijke administratie sinds 1834. In 2004 volgde de fusie van deze gemeente met La Corbaz en Cormagens tot La Sonnaz.
Het dorp bestaat uit enkele boerderijen aangevuld met woonhuizen van mensen die voornamelijk in kanton Fribourg werken. De voornaamste economische activiteit in het dorp is land- en bosbouw. De bebouwing is langgerekt en gevormd als een lintdorp. De huizen zijn gebouwd aan een straat die een helling heeft tot wel 16%. Het bovenste gedeelte van het dorp geeft een mooi uitzicht op de Alpen.
Door het gebied stroomt het riviertje Sonnaz en loopt de spoorlijn Fribourg-Murten.
De eerste oorkondelijke vermelding van de plaats was in 1228 als Lozchie. Later was er sprake van Lozie (1229), Lochie (1267), Lotzie (1294), Locie (1363) en Locye (1445).

## Geboren
- Alice Curchod (1907-1971), schrijfster, onderwijzeres en uitgeefster

- Historisch woordenboek van Zwitserland: 000959